# Ugór

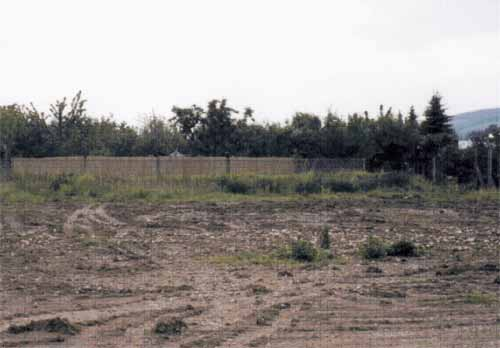
Ugór

Ugór – pole wyłączone z rolniczego użytkowania na okres 1–2 lat, na którym wykonywana jest odpowiednia pielęgnacja mechaniczna (ugór czarny), chemiczna (ugór herbicydowy) lub pole niepielęgnowane zarastające samoistnie chwastami segetalnymi i samosiewami zbóż (ugór zielony). Celem ugorowania jest poprawienie żyzności gleby. Niekiedy ugór stosuje się również jako metodę zwalczania chwastów na bardzo zachwaszczonych polach.
Wyróżnia się trzy rodzaje ugoru:
- czarny – niezawierający roślinności, nawożony obornikiem
- herbicydowy – utrzymywany za pomocą herbicydów
- zielony – obsiany roślinami o krótkim okresie wegetacji, przeznaczonymi do przeorania na zielony nawóz.

Historycznie i etymologicznie pojęcie ugoru wywodzi się z terminu u-po-gorze-lisko i jest związane z gospodarką wypaleniskową.